# Pentaschistis andringitrensis
Pentaschistis andringitrensis är en gräsart som beskrevs av Aimée Antoinette Camus. Pentaschistis andringitrensis ingår i släktet Pentaschistis och familjen gräs. Inga underarter finns listade i Catalogue of Life.